# Kościół Chrystusa w Clifden
Kościół Chrystusa (ang. Christ Church) – anglikańska świątynia parafialna w irlandzkim mieście Clifden.

## Historia
Pierwszy kościół w tym miejscu wzniesiono w 1810 roku. Obecny budynek pochodzi z lat 1853–1864, wzniesiono go według projektu Josepha Wellanda, który sporządził go jeszcze w 1850.
21 listopada 1881 kościół został uszkodzony przez burzę. Mimo naprawy świątynia ucierpiała ponownie w 16 września 1961 podczas huraganu Debbie. Zniszczona została część nawy oraz zachodni szczyt. Kościół odbudowano w innym kształcie niż przed huraganem – skrócono go o 3 przęsła.

## Galeria

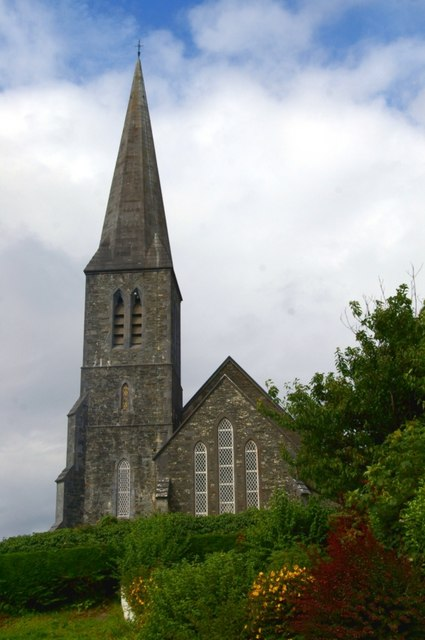
Fasada
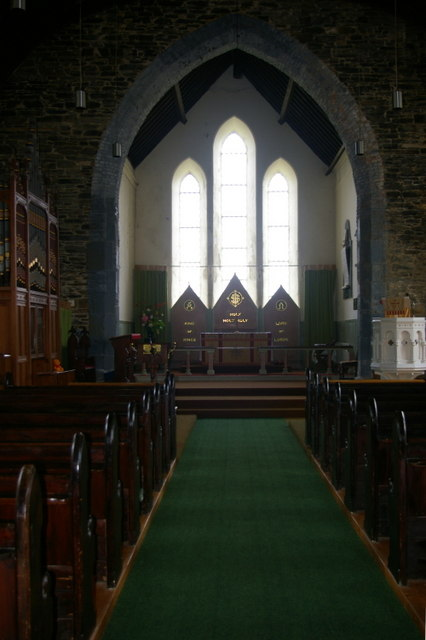
Wnętrze
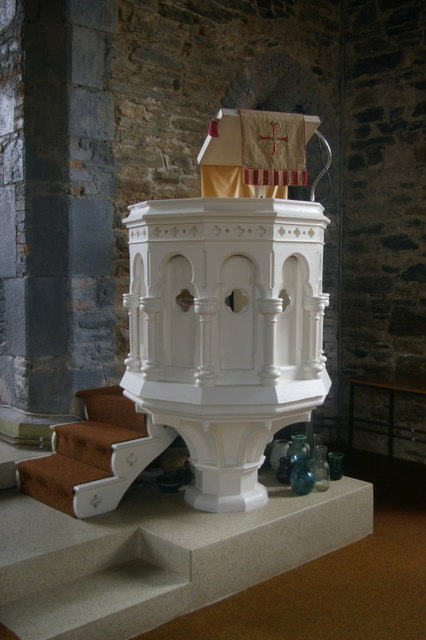
Ambona